# 大坪林 (苗栗縣卓蘭鎮)
大坪林，是臺灣苗栗縣卓蘭鎮的一個傳統地域名稱，位於該鎮東北半部。相較於今日行政區，其範圍大致包括西坪里東北部、景山里、坪林里不含南部。

## 歷史
台灣日治初期，大坪林地區尚非一獨立街庄（舊制）。1907年，苗栗廳捒東上堡新設一街庄（舊制），稱為「大坪林庄」，並編入「罩蘭區」。該庄北邊與馬那邦庄為鄰，東邊為蕃地，南邊為罩蘭庄，西邊為南湖庄。1909年（明治四十二年）10月，合併二十廳為十二廳，該庄改隸屬於新竹廳。1920年（大正九年），廢十二廳改設五州二廳，該庄改制為「大坪林」大字，隸屬於新竹州大湖郡卓蘭庄。
戰後卓蘭庄改制為卓蘭鄉，隸屬於新竹縣，大字亦改制為村。1950年桃、竹、苗分治，卓蘭鄉改隸屬於苗栗縣。1956年，卓蘭鄉改制為卓蘭鎮，村亦改制為里。